# حلزون‌ماهی باله‌نخی
حلزون‌ماهی باله‌نخی (نام علمی: Rhodichthys regina) نام یک گونه از تیره حلزون‌ماهی است.